# شچپانوو (استان اشوی‌داشکسیه)
شچپانوو (به لهستانی: Szczepanów) یک منطقهٔ مسکونی در لهستان است که در گمینا سوبکوو واقع شده‌است.